# Lasiurus borealis
Lasiurus borealis är en däggdjursart som först beskrevs av Philipp Ludwig Statius Müller 1776.  Lasiurus borealis ingår i släktet Lasiurus och familjen läderlappar. IUCN kategoriserar arten globalt som livskraftig. Inga underarter finns listade i Catalogue of Life.
Artepitet borealis är det latinska ordet för "nordliga trakter".

## Utseende
Hannar når vanligen en absolut längd (med svans) av 109 mm och svansen är cirka 53 mm lång. Enligt en annan studie är den genomsnittliga kroppslängden (utan svans) 55 mm för hannar och 60 mm för honor. Underarmarna är ungefär 40 mm långa, bakfötternas längd cirka 8 mm och öronens längd cirka 10,5 mm. Påfallande är pälsens röda till rödbruna färg som är tydligast hos hannar. På undersidan förekommer något ljusare päls och på axlarna finns en vitaktig fläck. Den del av flygmembranen som ligger mellan bakbenen är täckt med päls och de utsträckta vingarna har spetsiga kanter. Vikten är oftast 7 till 13 g. Artens tandformeln är I 1/3 C 1/1 P 2/2 M 3/3, alltså 32 tänder. På öronens insida och på spetsarna förekommer ingen päls.

## Utbredning och habitat
Denna fladdermus förekommer i östra Nordamerika. Utbredningsområdet sträcker sig i nordväst till sydöstra Saskatchewan (Kanada), i sydväst till nordöstra Mexiko och i nordöst till Nova Scotia. Arten förekommer annars fram till Atlanten. På Bermudas är den troligen utdöd. Lasiurus borealis lever i olika habitat.
Tidigare räknades flera andra populationer i västra USA, Centralamerika och Sydamerika till arten. De godkänns sedan början av 2000-talet som självständiga arter.

## Ekologi
Individerna vilar i träd, gömda bakom täta bladansamlingar. De jagar olika insekter. Parningen sker under hösten och sedan förvaras hanens sädesceller i honans könsdelar. Äggens befruktning äger rum först under våren. Vanligen föds två ungar per kull. De är i början nakna och väger cirka 1,5 g. Ungefär fem veckor efter födelsen kan ungarna flyga och jaga självständig.
Populationer som lever i norra delen av utbredningsområdet vandrar före vintern till varmare trakter. När lufttemperaturen inte når 20 C° stannar fladdermusen i gömstället och intar ett stelt tillstånd (torpor). Under sommaren är de vanligen ensamma vid viloplatsen med under vandringen bildas ofta flockar. Lasiurus borealis börjar vanligen jaga en eller två timmar efter solnedgången. Den har flygande insekter som byten samt andra insekter som plockas från växtligheten eller från marken.
Arten faller själv offer för tamkatter, för nordamerikansk opossum, för falkfåglar och ugglor samt för medelstora fåglar som blåskrika eller tuppgökar.

## Bildgalleri

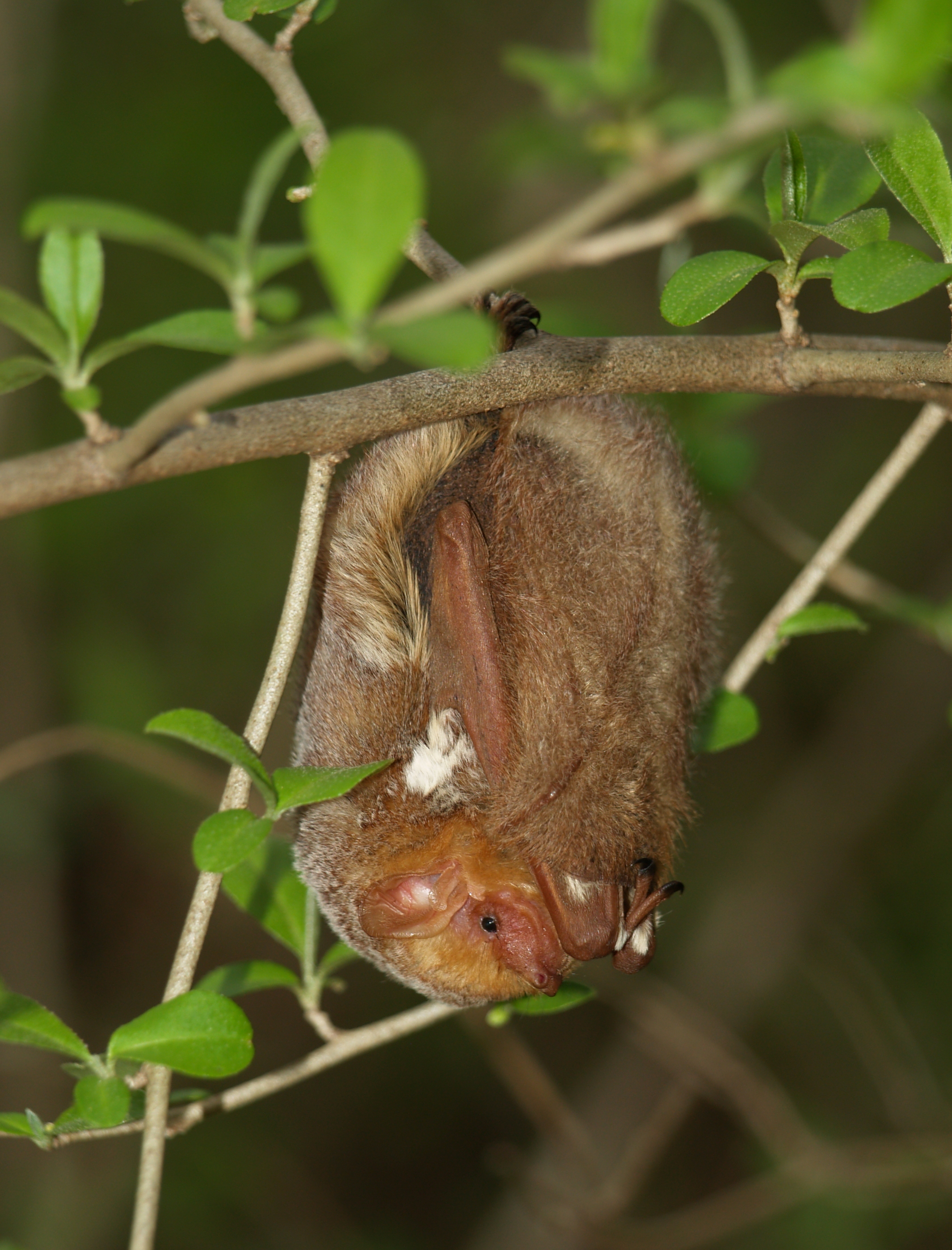
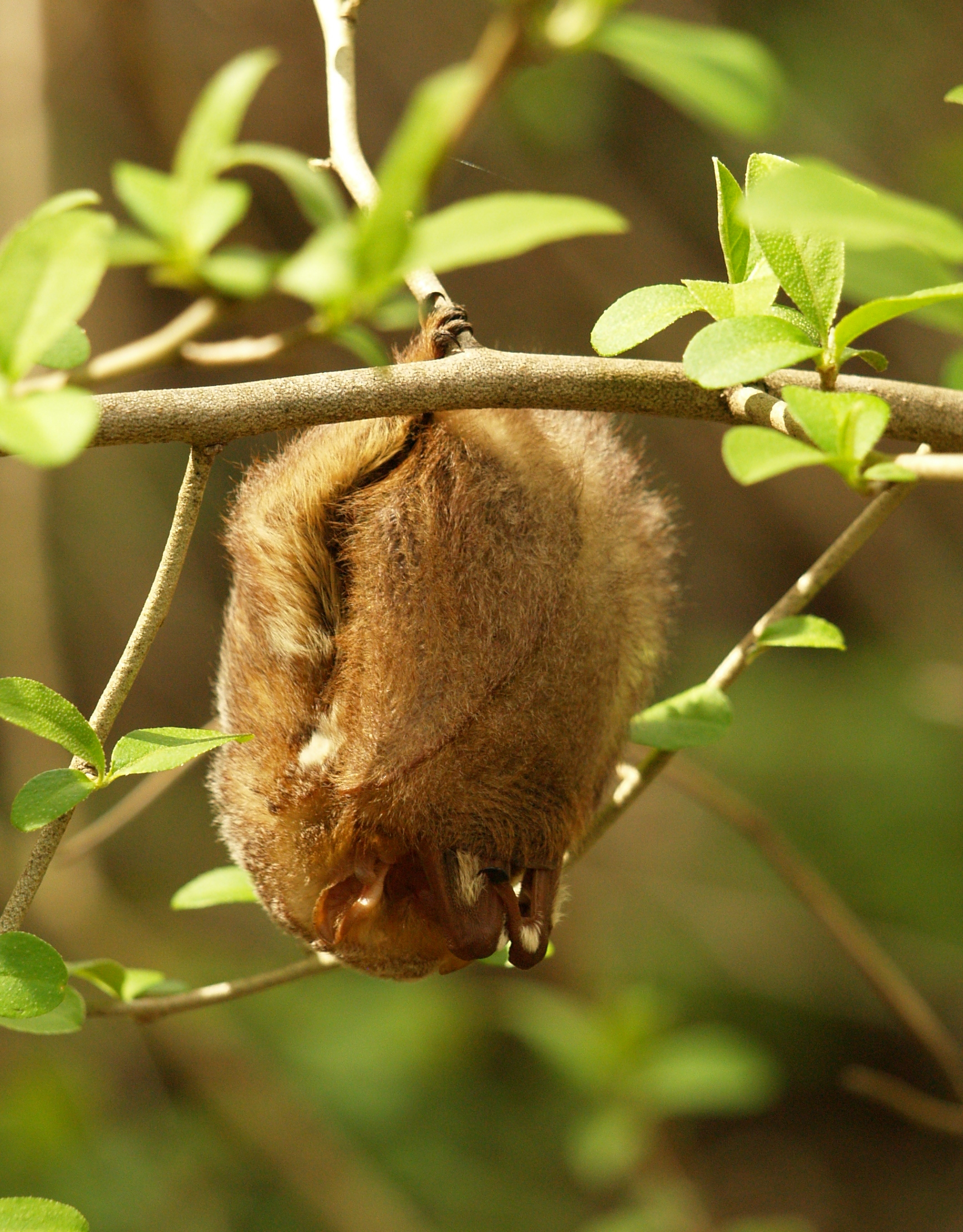
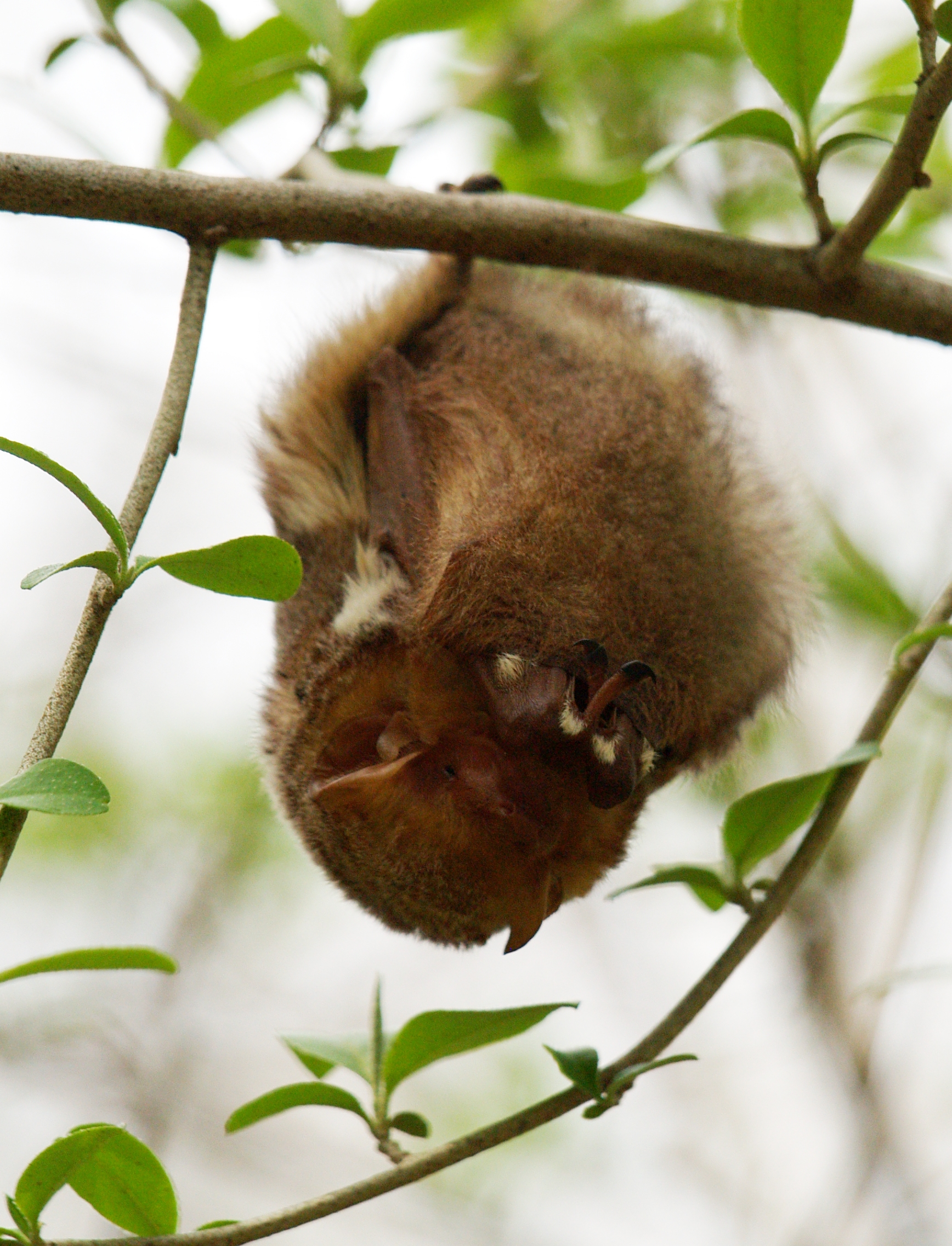
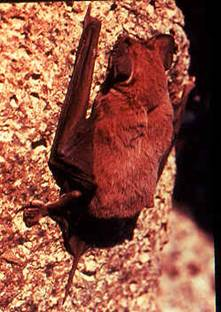
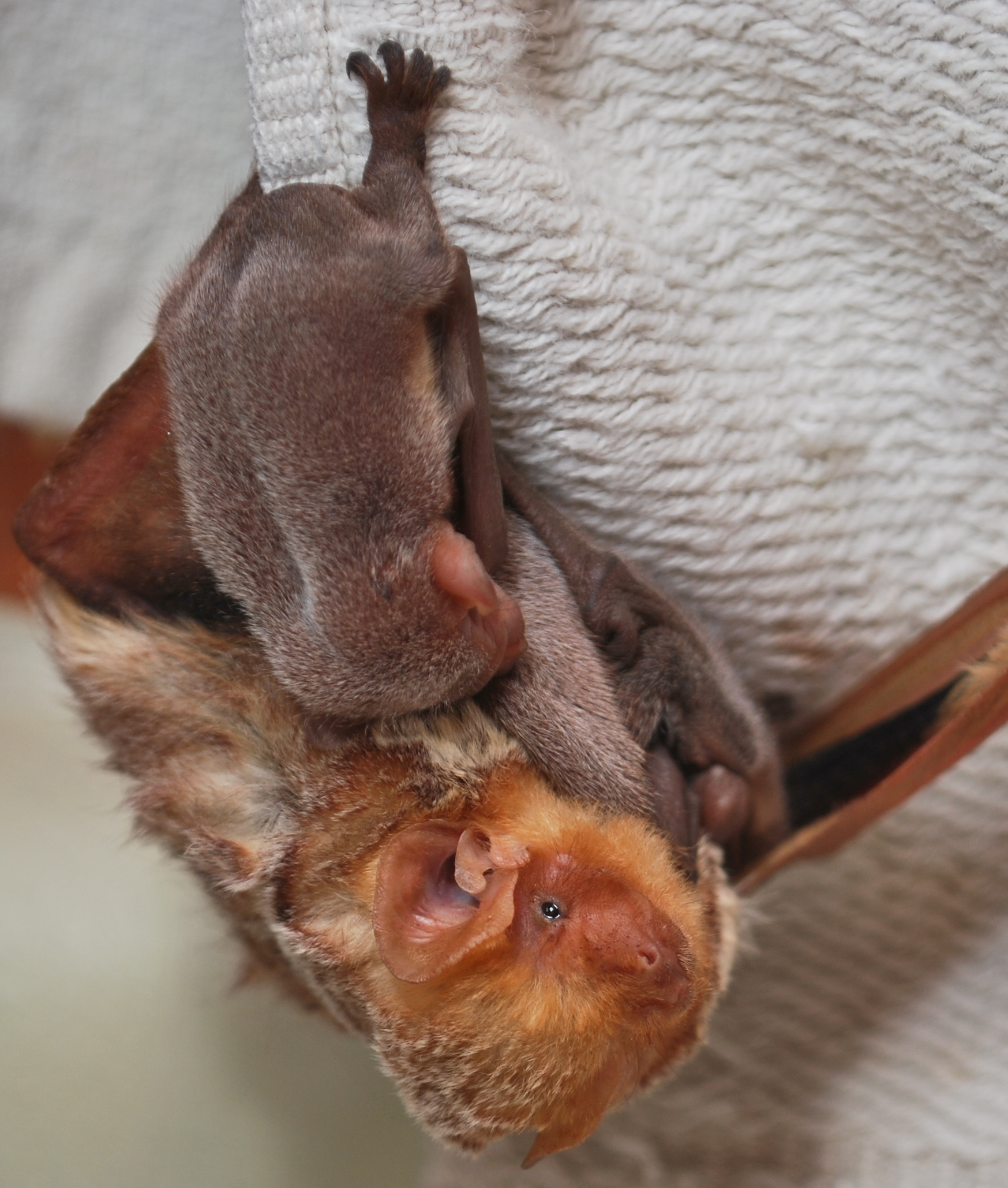
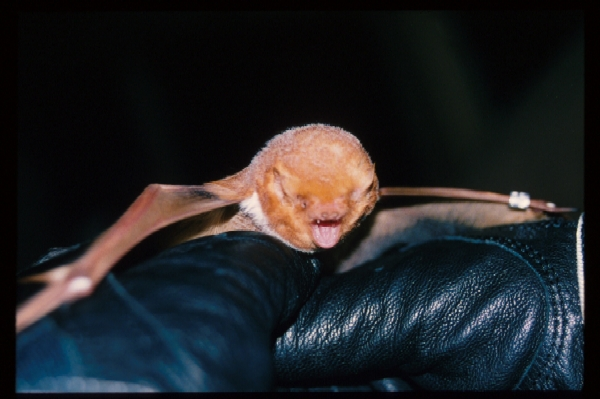